# Östers IF
Maillots
Actualités
Dernière mise à jour : 27 mars 2025.
L'Östers IF est un club suédois de football basé à Växjö.

## Historique
Le club est fondé le 20 avril 1930. Il accède pour la première fois à la première division en 1968 et remporte son premier titre de champion la même année à la faveur d'une meilleure différence de buts que les trois autres clubs arrivés en première place. Il connaît une période faste à la fin des années 1970 et au début des années 1980, avec trois championnats (1978, 1980, 1981) et une coupe de Suède (1977).
Le club est relégué en deuxième division en 1998. Depuis, il alterne promotions en Allsvenskan (2002, 2005, 2012) et relégations en Superettan (2003, 2006, 2013), avec même un bref séjour en troisième division en 2007-2008.

## Palmarès
- Championnat de Suède
  - Champion : 1968, 1978, 1980 et 1981

- Coupe de Suède
  - Vainqueur : 1977
  - Finaliste : 1974, 1982, 1985, 1991

## Anciens joueurs
- Yamba Asha
- Harry Bild
- Inge Ejderstedt
- Hans Eklund
- Paulo Figueiredo
- Stefan Landberg
- Anders Linderoth
- Thomas Ravelli
- Tommy Svensson
- Teitur Thórdarson